# Référendum néo-zélandais de 1990
Le référendum néo-zélandais de 1990 est un référendum ayant eu lieu le 27 octobre 1990. Il porte sur le rallongement de 3 à 4 ans des mandats des parlementaires. 

## Référendum
Le référendum a eu une participation de 82,4 % avec 1 814 577 de votes comptabilisés. 30,7 % des votants ont répondu oui à la question posée, soit 556 559 personnes, alors que 69,3 % ont répondu négativement, soit 1 258 018 personnes.